# 黄西
黃西（英語：Joe Wong；中国朝鲜语：／，1970年4月20日—），美籍华人喜剧演员。萊斯大學生化博士。

## 简历
黄西出生于吉林省白山市的一个朝鲜族家庭。他家三代前从朝鲜半岛移民中国。毕业於吉林大學，主修化學。曾在中科院读硕士研究生。出国前曾为了考托福，曾经背过八遍英汉词典。1994年前往美国并在1999年取得德州萊斯大學生化博士學位。
2000年黄西到麻州剑桥一家跨國基因製藥公司 Sanofi-Aventis Genomics Center 實驗室做科研。业余时间他就穿梭在新英格蘭地區的酒吧、夜總會、俱樂部和大學禮堂，表演他的單口笑話。波士頓是他起家的地方。
2009年在美国登上《大卫·莱特曼秀》，2010年3月成为首位在美国广播电视记者协会晚宴上表演脱口秀的亚洲人。2019年也登上《史蒂芬·科拜尔深夜秀》。
2013年回到中国，做起脱口秀线下巡演。同期亦加入中国中央电视台《是真的吗》节目担任主持人，持续至今。2016年创办笑坊俱乐部，陆续签约了几十名脱口秀演员、办起培训班。仅在2022年，黄西低调完成了近百场线下脱口秀专场表演。
2021年参与《脱口秀大会4》录制。
2023年出版脱口秀主题小说《脱口秀避难所》。

## 戏剧事业
2015年在乌尔善导演执导的《鬼吹灯之寻龙诀》中客串扮演大金牙的翻译。
2017年在《唐人街探案2》中客串神州司机。
2017年在爱奇艺《CSM中国职业脱口秀大赛》中任评委。

## 表演特点
以移民题材为主，有浓重的中国口音。